# Cantonul Caulnes
Cantonul Caulnes este un canton din arondismentul Dinan, departamentul Côtes-d'Armor, regiunea Bretania, Franța.

## Comune
- Caulnes (reședință)
- Guenroc
- Guitté
- La Chapelle-Blanche
- Plumaudan
- Plumaugat
- Saint-Jouan-de-l'Isle
- Saint-Maden